# هوف-دلند تی‌دبلیو-۵
هوف-دلند تی‌دبلیو-۵ (به انگلیسی: Huff-Daland_TW-5) یک هواگرد ملخ‌پیشین تک‌موتوره از نوع هواگرد آموزشی ساخت شرکت Huff-Daland است. در مجموع، تعداد ۲۶ فروند از این هواگرد ساخته شده‌است.